# Los Lunas, New Mexico
Los Lunas, New Mexico là một làng quận lỵ quận Valencia trong bang New Mexico, Hoa Kỳ. Thành phố có tổng diện tích  km², trong đó diện tích đất là  km². Theo điều tra dân số Hoa Kỳ năm 2010, thành phố có dân số 24.877 người.